# Lawrence Shankland
Lawrence Shankland (Glasgow, 10 de agosto de 1995) es un futbolista británico que juega en la demarcación de delantero para el Heart of Midlothian F. C. de la Scottish Premiership.

## Selección nacional
Tras jugar en varias categorías inferiores de la selección, finalmente hizo su debut con la selección de fútbol de Escocia en un partido de clasificación para la Eurocopa 2020 contra Rusia que finalizó con un resultado de 4-0 tras los goles de Magomed Ozdoyev, Aleksandr Golovin y un doblete de Artyom Dzyuba.

### Participaciones en Eurocopas
| Copa          | Sede     | Resultado    | Partidos | Goles |
| ------------- | -------- | ------------ | -------- | ----- |
| Eurocopa 2024 | Alemania | Primera fase | 3        | 0     |

## Clubes
| Club                                | País    | Año       | Partidos | Goles |
| ----------------------------------- | ------- | --------- | -------- | ----- |
| Queen's Park F. C.                  | Escocia | 2012-2013 | 43       | 14    |
| Aberdeen F. C.                      | Escocia | 2013-2014 | 0        | 0     |
| Dunfermline Athletic F. C. (cedido) | Escocia | 2014      | 14       | 7     |
| Aberdeen F. C.                      | Escocia | 2014-2015 | 17       | 0     |
| St Mirren F. C. (cedido)            | Escocia | 2015-2017 | 56       | 14    |
| Greenock Morton F. C. (cedido)      | Escocia | 2017      | 18       | 4     |
| Ayr United F. C.                    | Escocia | 2017-2019 | 74       | 63    |
| Dundee United F. C.                 | Escocia | 2019-2021 | 73       | 40    |
| K Beerschot VA                      | Bélgica | 2021-2022 | 28       | 5     |
| Heart of Midlothian F. C.           | Escocia | 2022-     | 137      | 68    |